# Althausen (Bad Königshofen im Grabfeld)

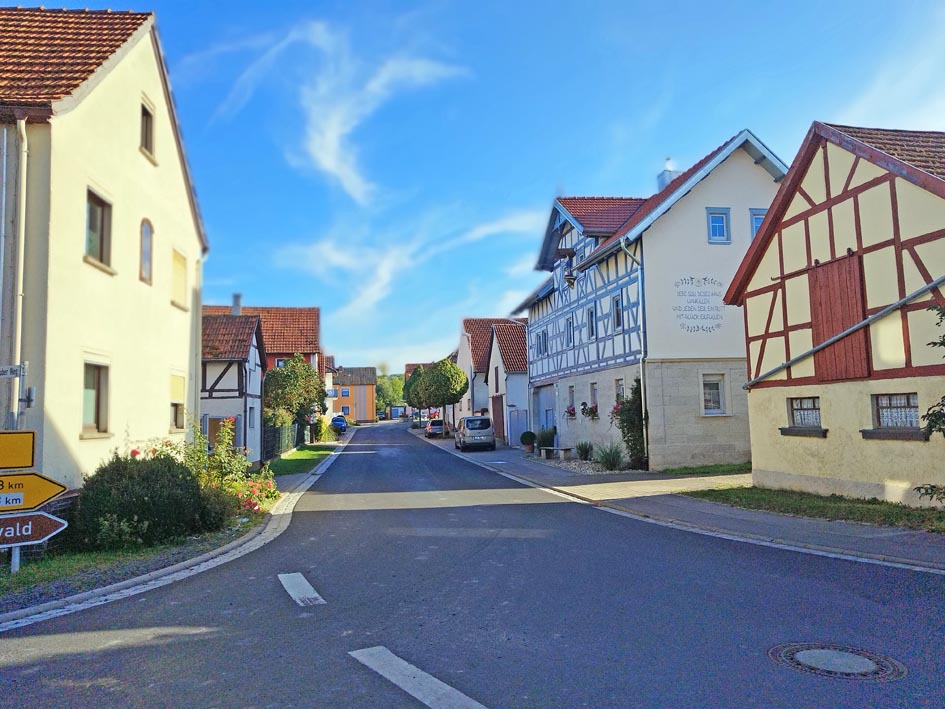
Ortsdurchfahrt in Althausen

Althausen ist ein Gemeindeteil der Stadt Bad Königshofen im Grabfeld im unterfränkischen Landkreis Rhön-Grabfeld in Bayern.

## Geografie
Das Kirchdorf liegt im unterfränkischen Teil des Grabfelds am Rand des Naturparks Haßberge.

## Geschichte
837 wurde Althausen erstmals genannt. Der Ortsname enthält in seinem ersten Bestandteil den althochdeutschen Personennamen Altolt. 1317 gehörte Althausen als Teil der „Neuen Herrschaft Henneberg“ (Pflege Coburg) zum Amt Heldburg der Grafschaft Henneberg-Schleusingen. Die Grafen von Henneberg besaßen in Althausen zwölf Huben (Vollbauernstellen).
Durch zwei Erbteilungen der Schleusinger Linie in den Jahren 1347 und 1353 fiel der Ort an Graf Eberhard II. von Württemberg. Dieser verkaufte Althausen 1354 an das Hochstift Würzburg. Seitdem war der Ort Bestandteil des würzburgischen Amts Königshofen, welches im 15. Jahrhundert zeitweise an die Linie Henneberg-Aschach verpfändet war. 1744 erhielt der Ort das Braurecht.
1803 wurde Althausen zugunsten Bayerns säkularisiert, dann im Frieden von Preßburg 1805 Erzherzog Ferdinand von Toskana zur Bildung des Großherzogtums Würzburg überlassen, mit welchem es 1814 endgültig an Bayern fiel. Im Zuge der Verwaltungsreformen in Bayern entstand mit dem Gemeindeedikt von 1818 die heutige Gemeinde.
Von 1932 bis 1936 und von 1970 bis 1972 wurden Flurbereinigungen in Althausen durchgeführt. Am 1. Juli 1972 wurde Althausen in die Stadt Bad Königshofen im Grabfeld eingegliedert.

## Kultur und Sehenswürdigkeiten

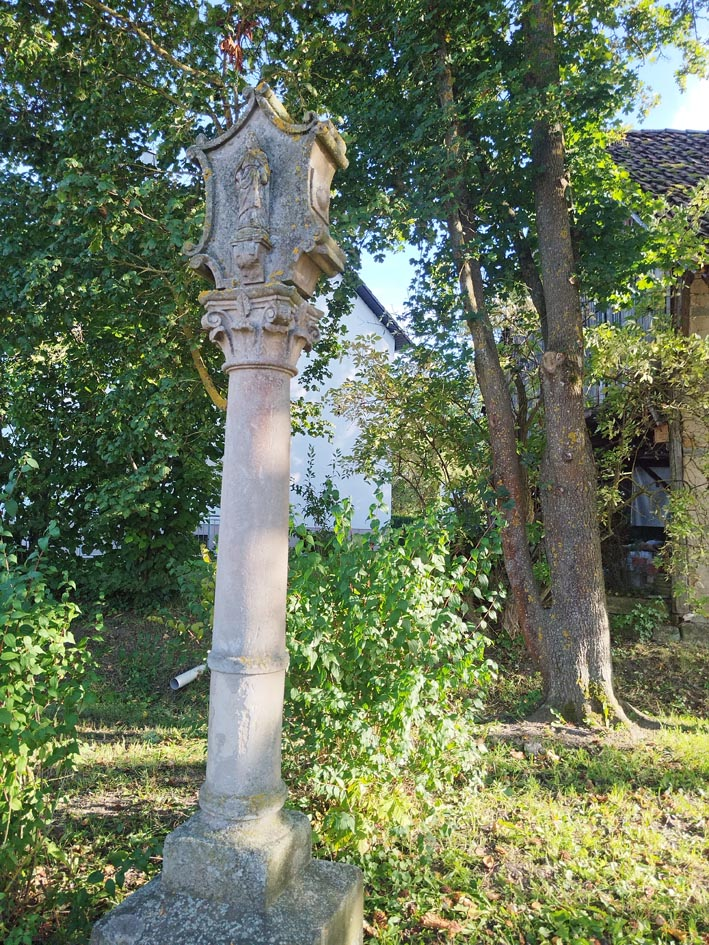
Bildstock in Althausen

### Religion
1413 wurde eine der heiligen Maria Magdalena geweihte Kirche erwähnt. Gotische Überreste lassen auf eine Erbauung im frühen 14. Jahrhundert schließen. 1609 wurde das Gotteshaus unter Fürstbischof Julius Echter von Mespelbrunn erweitert. Über die Gaden der ehemaligen Kirchenburganlage, die noch vorhanden sind, wurde geschrieben: „... zum theil alt, zum theil neu, stehen gering umb die Kirchen, hindern nit.“ 1693 wurde das Langhaus der Kirche erweitert. 1776 malte Johann Peter Herrlein das Deckengemälde, die leidende, streitende und triumphierende Kirche darstellend.
1811 wurde Althausen, das bis zu diesem Zeitpunkt kirchlich von Königshofen betreut wurde, auf Betreiben des aus der Gemeinde gebürtigen letzten Abtes des Klosters Bildhausen, Nivardus Schlimbach, eigene Pfarrei. Schlimbach ließ auch einen Pfarrhof errichten.

### Baudenkmäler
In der Liste der Baudenkmäler in Bad Königshofen im Grabfeld sind für Althausen 30 Baudenkmale aufgeführt.

### Bodendenkmäler
- Liste der Bodendenkmäler in Bad Königshofen im Grabfeld#Gemarkung Eyershausen

## Persönlichkeiten
- Nivard Schlimbach (1747–1812), letzter Abt  des Zisterzienserklosters Bildhausen.